# Parastalita stygia
Parastalita stygia is een spinnensoort in de taxonomische indeling van de celspinnen (Dysderidae).
Het dier behoort tot het geslacht Parastalita. De wetenschappelijke naam van de soort werd voor het eerst geldig gepubliceerd in 1882 door Joseph.